# Kołodiejewka (rejon buturlinowski)
Kołodiejewka (ros. Колодеевка) – wieś (sieło) w Rosji, w obwodzie woroneskim, w rejonie buturlinowskim. W 2021 liczyła 276 mieszkańców.